# Alitta
Alitta és un gènere d'anèl·lid poliquet marí de la família Nereididae. Conté tres espècies reconegudes, Alitta grandis (Stimpson, 1853), Alitta succinea (Frey & Leuckart, 1847) i Alitta virens (M. Sars, 1835). Alitta brandti va ser originalment considerada part del gènere però ara és acceptada com a Neanthes brandti (Malmgren, 1865).